# Brawdy
Brawdy è un centro abitato del Galles, situato nella contea del Pembrokeshire.